# Andrzej Drohojowski
Andrzej Drohojowski herbu Korczak –  sędzia i konsyliarz ziemi przemyskiej w konfederacji barskiej w 1769 roku, wylegitymowany ze szlachectwa w Galicji w 1782 roku.